# 記録技術の年表
記録技術の年表 (きろくぎじゅつのねんぴょう) とは、記録技術の歴史に関する年表である。ここでは主要な項目を挙げ、近年の磁気テープ、磁気ディスク、光磁気ディスク、光ディスク、メモリーカードなど各分野の詳細年表については各項目に譲る。

## 主要年表

### 紀元前
- 紀元前3万年頃 - 現在、知られる最古の洞窟壁画が現れる。

絵の記録。南フランスのショーヴェ洞窟 (Chauvet) 壁画。ただし、年代は論争となっており、これより新しい可能性がある。
アルタミラ洞窟壁画 (スペイン、約18,000-14,000年前)
- 紀元前3000年以前 - 文字の発明。

文字を何かに記録することが可能になった。古代メソポタミアで文字が発明され、古代エジプトでも第4王朝の時代（ギザのピラミッドが造営された前2500年頃）からヒエログリフの使用が盛んになった。
- 粘土板やパピルスの発明。

文字を記録するための記録媒体。初期の記録媒体として長い間使用された。粘土板は重量がかさみ、パピルスは乾燥地域でしか使えない欠点があった。
- ？～紀元前2200年頃 - エブラ遺跡の書庫。

この遺跡から1万5000枚あまりの粘土版が出土し、王の文書保存館と見られている。最古の図書館と評されることもある。紀元前2200年頃の火災で書庫は放棄され、焼き固まった粘土版を現代に残した。
- 紀元前2000年-紀元前1500年頃 - ワディ・エル・ホル文字と原シナイ文字の出現。

今日のほとんどすべての音素文字の祖であると考えられている。
- 紀元前14世紀以降 - 殷で青銅器に金文を鋳込むようになる。

- 各地で文字や文字を記録するための媒体が現れる。

記録媒体としては、中国の木簡・竹簡や、ヨーロッパで長い間使用された羊皮紙（パーチメント）などいろいろな素材があった。
- 紀元前300年頃 - 古代エジプトでアレクサンドリア図書館が造営される。

古代では最大の図書館とされ、アレクサンドリアは学術の中心地となった。
- 紀元前221年 - 漢字の統一

秦が中国統一を成し遂げた。この際に文字の統一が行われ、小篆が正式に統一書体として採用された。

### 紀元後
- 2世紀初頭 - 中国（後漢）の蔡倫が、紙の製法を確立。

これ以前にも紙は存在したが、文字の記録には向かないものだった。蔡倫は現在の紙のルーツとなるすき紙の製法を確立した。紙に文字を記録することが実用的に行えるようになり、以後、文字記録用の紙が普及しはじめた。
- 8世紀 - 製紙法が中国からイスラム世界に伝播。

タラス河畔の戦い (751年) で製紙法が唐からイスラム世界に伝わった。製紙法がヨーロッパまで伝わるのは比較的遅く、12世紀頃になる。
- 8世紀 - 日本や朝鮮で木版印刷が行われる。

日本の百万塔陀羅尼 (8世紀後半) など。
- 13世紀 - 中国（南宋）で活字を用いた活版印刷が行われる。

- 15世紀後半 - ヨーロッパで近代的な活版印刷の実用化と商業印刷の開始。

グーテンベルクが金属活字を用いた活版印刷術を確立した。活版印刷術はルネサンスの3大発明の1つに挙げられる。また、アルドゥス・マヌティウスは商業印刷の父とされる。
- 16世紀? - 黒鉛製の鉛筆の登場。

ヨーロッパでは16世紀に黒鉛鉛筆に関する記録が現れ、17世紀にはイギリスで量産されるようになった。
- 1700年頃 - ゴットフリート・ライプニッツが二進法を確立。

現代のデジタル記録技術の基本原理となっている。
- 1770年 - イギリスのジョゼフ・プリーストリーがゴムの消字性を発見。消しゴムが生まれる。

- 1791年 - イギリスでフェルトペンが発明される。

### 19世紀
- 1801年 - パンチカードの登場。

ジャカード織機の制御用に開発され、織機の制御や書類の処理に用いられた。パンチカードはコンピュータとも縁が深く、黎明時代にプログラムを記録する媒体として使用され、磁気テープやフロッピーディスクが普及しはじめる1970年代頃まで使われた。
- 1820年代 - 最初の写真。

ニセフォール・ニエプスがカメラ・オブスクラの画像を固定するヘリオグラフィを開発。露光時間が8時間以上もかかり、実用的ではなかった。
- 1839年 - ダゲール、ダゲレオタイプを公開。

世界初の実用的な写真技術。銀メッキした銅板上に定着させるもので複製が不可能であったが、肖像写真用に好まれ普及した。
- 1841年 - カロタイプが公開される。

ウィリアム・ヘンリー・フォックス・タルボットが発明。紙上に定着させる、初の複製可能な写真技術。
- 1840年代 - ヨーロッパで紙の大量生産技術が確立される。

ヨーロッパでは慢性的な紙不足が起こっていたが、ドイツのケラーがパルプの製造方法を発明し、木材パルプから紙を作ることで紙の大量生産が可能になった。
- 1846年 - 輪転機の登場。

リチャード・マーチ・ホーによって最初の輪転機が作られた。1時間に2万部の印刷能力があり、大量の新聞印刷が可能になった。
- 1877年 - エジソンがレコードを発明。

音声信号をアナログディスクに記録。その後、いくつかのディスクの規格が現れ、2005年現在もLPレコードが残っている。
- 1880年代 - 写真フィルムの普及。

従来の写真乾板を置き換え、写真撮影が大衆化した。
- 1883年 - 毛細管現象を利用した万年筆が発明される。現在の万年筆の基礎となった。

- 1886年 - ライノタイプの登場。

鋳植機の一種。新聞などの印刷版型を自動的に作成する。1人の職人がひとつの版を高速に組上げることを可能にし、印刷技術の革命となった。
- 1893年ころ - エジソンが謄写版印刷を発明。

「ガリ版」の名で知られ、PPC複写機が普及する1980年代まで広く使われた。
- 1895年 - リュミエール兄弟、シネマトグラフを発明。

スクリーンに上映可能な初の映画技術。初期の映画は音声のないサイレント映画だったが、1920年代に音声付の映画（トーキー）が現れた。映画史を参照。

### 20世紀

#### 20世紀前半
- 1901年 - 紙へのオフセット印刷機が発明される。

- 1907年 - リュミエール兄弟、最初のカラー乾板であるオートクロームを開発・発売。

- 1915年 - 早川徳次、初の実用的シャープペンシルを開発・発売。

- 1920年代後半 - 磁気テープ記録の実用化。

AEGとIG・ファルベンにより、世界初の実用的な磁気テープレコーダー (K1) が開発された。
- 1924年 - 石井茂吉、森澤信夫により写真植字機が開発される。

活版印刷においては多くのサイズの活字が必要であったが、写真植字では1個の文字ネガで足りる。オフセット印刷の普及とともに、写真植字も急速に需要を拡大した。
- 1925年 - コンパクトフィルムカメラ（ライカI）の登場 。

ライカ社から発売された、手軽な携帯カメラ。
- 1926年 - 音声付映画であるトーキーが登場。

ワーナー・ブラザースが開発したヴァイタフォンシステム。
- 1932年 - 8ミリフィルムが発売される。

家庭用の手軽な映像記録媒体。VTRが普及するまで、教育現場や産業用としても広く利用された。
- 1932年 - ディズニー、三色式テクニカラーによる初めてのカラー映画『花と木』を公開。

- 1935年 - コダック、"コダクローム" (Kodachrome) を発売。

3色乳剤を採用した最初の近代的なカラーフィルム。
- 1943年-初の実用的ボールペンが開発される。

- 1947年
  - ハンガリーの物理学者ガーボル・デーネシュ がホログラフィーを発明。
  - LP盤が発売される。使いやすく長時間記録ができる特長から、戦前から使われていたSPレコードを置き換える。

- 1948年 - ポラロイド、初のインスタントカメラ「ポラロイド・ランド・カメラ」を発売。

#### 20世紀後半
- 1950年代初頭 - コンピュータ用の磁気テープ記録装置の登場。

磁気テープによるデジタルデータの記録。
- 1951年 - ジアゾ式複写機の登場。

- 1956年 - ハードディスクの登場 (IBM)。

磁気ディスクによるデジタルデータの記録。コンピュータのデータ保存とシステムソフトウェアの格納用に用いられている。最初のハードディスクは自動販売機よりも大きなサイズだった。その後、小型化と高密度化が進み、現在の姿となった。
- 1958年 - ソノシートの発売。

フランスのSAIPというメーカーで開発された。日本では1959年から朝日ソノラマから発売された。
- 1959年 - PPC複写機の登場。

- 1960年 - 電子製版機（カラースキャナ）が実用化。

- 1962年 - フィリップス社がコンパクトカセットを開発。

磁気テープによるアナログ音声信号の書き換え可能な記録媒体。コンパクトカセットは規格が公開されたことで世界中に広まり、家庭向けの身近な音声記録媒体となった。
- 1963年 - ASCIIコード策定。

ラテン文字・数字・制御文字・英文でよく使われる記号を定めた7ビット文字コード。コンピュータその他のデジタル通信機器で標準的な文字コードとなり、後に作られた文字コードはASCIIの拡張として設計されている。
- 1969年 - エドガー・F・コッドが関係データベース管理システムを提唱。

- 1970年 - インテル、DRAMを開発。

1970年代以降､コンピュータの主記憶装置として用いられている。
- 1976年 - 米シュガートアソシエイツが5.25インチのフロッピーディスクを開発。

コンピュータの磁気ディスクメディアとして広く普及した。
- 1970年代後半 - 日本でビデオテープレコーダの普及がはじまる。

磁気テープによるアナログ映像信号の書き換え可能な記録媒体。1980年前後にはベータマックス方式とVHS方式が規格争いを演じた。
- 1979年 - 米IBMがSGMLを開発。

XML、HTMLなど、現在利用されているマークアップ言語の源流。
- 1980年ごろ - 電子ペーパーの発明。

ゼロックス社のパロアルト研究所に所属していたニック・シェリドンが開発。
- 1982年 - コンパクトディスク (CD)の登場。(ソニー、フィリップス)

音声などをデジタル記録する光ディスク。
- 1984年 - フラッシュメモリの開発 (東芝)。

半導体メモリによるデジタルデータの書き換え可能な記録。データを保持するための電源を必要としない不揮発性メモリのひとつ。当初はマスクROMの置き換えとして多くの機器に搭載され、1990年代には小容量のデータ保存メディアとして普及しはじめた。2000年代には大容量化と低価格化が進み、非常に広い分野で使われている。2006年頃からはSSDなどハードディスクドライブの置き換え用としても使われはじめた。
- 1985年 - DTPの登場。

Aldus PageMakerを搭載したMacintosh、PostScriptフォントを搭載したプリンタの登場によりパーソナルコンピュータ上での組版と校正が可能に。出版の迅速化とコストダウンが進む。
- 1988年 - Moving Picture Experts Groupの最初の会合。

MPEG-1、MPEG-2、MPEG-4といったデジタル映像記録の標準フォーマットを策定する。
- 1989年 - World Wide Webの登場。

Internet ProtocolとHTMLという2つの技術を基盤とする、世界規模のハイパーテキストシステム。1990年代に入ってから爆発的に普及し，世界的なコンピュータネットワークによるデータの交換と蓄積がはじまった。
- 1991年 - Unicodeの登場。

世界で使われる全ての文字を同一コードで表現できる文字集合。初期は16ビット､後に21ビットで定義し直された。
- 1993年 - Digital BETACAMの登場。（ソニー）

デジタルVTR規格として最も普及した。このころより映像製作のデジタル化が進み、映画界もデジタルシネマの時代になっていく。
- 1995年 - DVDの登場。

第2世代のデジタル光ディスク。CDとの互換性を持ちながら容量ははるかに大きく、長時間映像の記録ができるようになった。
- 2000年 - USBメモリの登場。

手軽なデータ保存・交換用メディアとして普及する。

### 21世紀
- 2000年代前半 - 書き換え可能なCDやDVDの普及が進む。

書き換え可能な光ディスク。コンピュータ用のデータの他、音声や映像といったデジタル信号を光ディスクに記録できるようになった。
- 2003年 - Blu-ray Discの登場。

第3世代のデジタル光ディスク。高精細度映像の記録が可能になった。
- 2005年 - 垂直磁気記録方式を採用したハードディスクドライブが登場。

一時鈍化した磁気ディスクの大容量化が再加速した。2007年には容量1TBのハードディスクドライブが登場している。
- 2008年 - PDFが国際標準化機構によって標準化。

様々な環境で同一レイアウトの電子文書を再現する。紙の文書の電子文書への置き換えに広く使われている。